# 最后一个匈奴
《最后一个匈奴》是中国作家高建群于1993年创作的一部长篇小说，主要讲述三个家族的两代人在20世纪中国的命运。

## 故事情节
古代的陕北是兵家必争之地，汉朝与匈奴在此展开了激烈的斗争。匈奴的铁骑曾越过长城南下中原掳回一批汉民百姓，漂亮的充当军妓，粗糙的便赶到一处人烟稀少的地方，筑起类似集中营的村落，取名“吴儿堡”。
一个匈奴士兵在一次迁徙中强暴了一个汉族的放牛女孩，两个人竟然擦出爱情的火花。汉族族长抓住了匈奴士兵和放牛女孩，要处死他们，关键时刻，女孩肚子里的孩子唤醒了汉族族长内心的良知。族长放过了匈奴士兵和放牛女孩，但是威胁他们只能到别处居住。匈奴士兵和放牛女孩在一个山凹里定居下来。一些年后，他们有了许多儿女，回到了因为战争已经被毁坏的吴儿堡，在这里建立起了家园。
两千多年过去了，杨干大让九岁的杨作新上前庄办的新学。杨作新在县城上高小的时候，认识了共产党员杜先生。当时正是第一次国共合作期间，杜先生担任省立肤施中学校长，想让杨作新去肤施读书。杨作新回到家和杨干大说起上学一事，杨干大却为杨作新准备了一门亲事。由于杨作新家里非常贫穷付不起彩礼，所以杨干大让杨作新的妹妹杨蛾子许下一门亲换来了彩礼。杨作新被迫娶了生得粗黑的灯草，但是没过几天，就抛下自己的妻子转而去肤施读书。
杨作新进入肤施中学的同时也加入了中国共产党。城里的富商“赵半城”的女儿赵小姐对杨作新死缠烂打，最终使得杨作新写休书把灯草休了。
1927年国共合作破裂，杜先生被国民党施以酷刑后惨死。杨作新躲过一劫，回到了家乡。杨作新的妹妹杨蛾子嫁给了花柳村一个秃子。秃子想把蛾子卖去作暗娼，蛾子逃了回来。一天，秃子来找蛾子，与杨干大打起来，杨作新出去帮忙，被认了出来。秃子引来保安团抓杨作新。为了救杨作新，杨干大引开敌人，被一枪打死。杨作新从家里逃出来后进入肤施，赵小姐却已在父亲赵半城的逼迫下嫁人。
杨作新转投共产党游击队，共产党游击队派他策反土匪黑大头。由于杨作新曾是黑大头的救命恩人，所以黑大头对杨作新礼敬有加。黑大头被赌庄老板设圈套，最终被斩首示众。
黑大头死后，其队伍被共产党游击队收编，黑大头的妻子和儿子因下山侥幸逃过一劫。杨作新决定先送他们回家乡。正要启程，黑大头的妻子要儿子拜杨作新为干大，并请求杨作新去丹州取黑大头首级与已埋的身子合葬。当晚，三人乔装打扮入城，杀了诱黑大头入套的赌庄老板，并取下黑大头首级出城埋葬。黑大头的儿子最后加入了共产党，在1947年的延安保卫战中受了重伤，被杨作新的妻子荞麦所救。大反攻时，他去找救命恩人，却得知荞麦已害病死去。
1929年，杨作新去肤施重建中共肤施地下党支部，到肤施城外一家小学任校长。当地的村民为杨作新撮合了一门亲事，女的叫荞麦。两人很快就结了婚。
1934年，中共控制了陕北高原一半的县城，并成立了刘志丹指挥的中国工农红军第26军和谢子长指挥的红军第27军。1935年，毛泽东来到了陕北吴起镇。杨作新被陕北红军派来和毛泽东做了深入交谈。同一年，杨作新的儿子杨岸乡出生。
共产党向杨作新的家乡吴儿堡疏散来一群伤兵。杨作新的妹妹杨蛾子家也来了一个。没过多久，两人好上了，并结了婚。由于结婚的折腾，伤兵的伤开始恶化，部队只好将他转走。两人洒泪而别。
杨作新被共产党安插在国民党内当卧底。杨作新去庐山参加了半个月训练班，听蒋介石训了一次话，回到肤施，就被边区保安处关了起来，要他将变节自首的问题向组织交代。杨作新认为这是个误会，只要传讯他他就可以讲清楚。但在里面呆了一年，也没有人传讯。这时候发生了一件事，黑大头的妻子送儿子来肤施上边区师范，她听说杨作新被关，就通知以前的土匪弟兄来劫狱。杨作新不愿背叛革命，撞墙自尽。几年后，杨作新的儿子杨岸乡在玩耍时偶遇毛泽东。毛泽东得知他是杨作新之子，就将他送进了方志敏、刘志丹的孩子上学的保育院读书。
新中国成立后，黑大头的儿子黑寿山已经成为了共产党高官。杨作新的儿子杨岸乡因为父亲的关系被批斗，一直生活在社会的最底层。黑寿山多年前在西北团校培训时，认识了一位叫丹娘的北京姑娘。两人坠入爱河。后因丹娘出身资本家家庭，黑寿山只好放弃这段爱情。黑寿山成为肤施市委书记后，黑寿山和丹娘的女儿丹华电话联系了黑寿山，却拒绝他于千里之外。丹华后来去了国外，成为了一名记者。
杨岸乡在黑寿山的帮助下被平反，以陕北剪纸艺人的身份访问法国。偶然遇到了已经是记者的丹华，两人一见钟情，缠绵在一起。但是与丹华分手回国后，却再也联系不上她。在杨岸乡和黑寿山的努力下，杨作新终获平反。故事最后，杨岸乡将杨作新和荞麦的骨骸迁回了家乡吴儿堡。

## 人物介绍
| 姓名   | 簡歷 |
| ------ | --- |
| 杨作新 | 书中男主角，自幼聪明好学，多情重义，在上中学时加入了中国共产党，为共产党在陕北的革命运动做出了很大的贡献，却因莫须有的罪名被逼自尽身亡。最后在儿子杨岸乡和干儿子黑寿山的帮助下，获得平反。 |
| 杨干大 | 杨作新的父亲，为了保护自己的儿子不被保安团抓住，被保安团乱枪打死。 |
| 杨蛾子 | 杨作新的妹妹，被强迫嫁给秃子当媳妇，后逃脱。喜欢上了住在自己家的一个共产党的伤兵，却是一段悲苦之恋。晚年与一直喜欢自己的同村憨憨结婚。                                                     |
| 杜先生 | 杨作新的启蒙老师，中国共产党党员。在第一次国共合作破裂后，被国民党施以酷刑惨死。 |
| 黑大头 | 杨作新的结拜兄弟，后因被暗算而死于非命。有一子黑寿山。 |
| 灯草   | 杨作新的第一任妻子，杨作新因喜欢上了赵小姐而把灯草抛弃。 |
| 荞麦   | 杨作新的第二任妻子，善良纯朴。曾经救过黑大头的儿子黑寿山，后因病去世。 |
| 毛泽东 | 史实人物，中国共产党的最高领袖。曾偶遇杨作新的儿子杨岸乡，并且送杨岸乡去读书。 |
| 杨岸乡 | 杨作新的儿子，喜欢黑寿山的女儿丹华。最后成为了一名作家和剪纸艺术家。 |
| 丹华   | 黑寿山的女儿，因黑寿山抛弃了自己的母亲而对黑寿山有成见。后去往法国成为了一名记者，与杨岸乡有过一段恋情。                                                                                   |
| 黑寿山 | 杨作新的义子，黑大头的儿子，有一女丹华。 |

## 改编影视
《最后一个匈奴》在2011年被中国电视剧制作中心和陕西省委宣传部制作成电视剧《盘龙卧虎高山顶》。剧中由潘粤明饰演杨作新。原著中的一些人物戏份在电视剧中被删除殆尽，如杨作新的第二任妻子荞麦、黑大头的儿子黑寿山、黑寿山的女儿丹华。电视剧情节与原著故事也差异甚大。